# 케레스 (그리스 신화)
케르(그리스어: Κήρ) 또는 케레스(케르 의 복수형 그리스어: Κῆρες)는 그리스 신화에서 ‘죽음의 여신’이다. 흔히 단수보다는 복수로 취급되며 ‘밤의 여신’ 뉙스의 딸들이다. 로마에서는 키케로 같은 사람이 동일한 여신들을 테네브라이(Tenebrae)로 불렀다.

## 죽음의 여신
케레스는 모로스(운명)과 타나토스(죽음)과 함께 태어났는데 닉스가 스스로 낳았다. 이들 세 명은 각각 죽음의 다른 양상을 의미한다. 이들은 또한 뉙스가 낳은 다른 자식들, 아파테(사기), 모모스(비난), 모이라이(운명의 여신들), 오이쥐스(불행, 고초), 오네이로이(꿈), 필로테스(우정), 에리스(불화 不和) 등과 같은 남매지간이다.
케르는 검은 옷을 입은 죽음의 여신으로 통상 무자비하고 사악하게 묘사된다. 헤로도투스의 묘사에 따르면, 그들은 “하얀 이빨을 갈면서 눈길이 사납고 무시무시하고 피로 얼룩지고 접근할 수 없는” 모습으로 그려지며 사람이 죽기를 갈망하며 쓰러지면 큰 발톱으로 움켜잡고 타르타로스로 데려간다. 또한 케레스는 불화와 소음과 함께 전쟁터에서 살면서 피투성이가 된 채로 전사자들을 저승으로 끌고 가는데 갓 부상당한 자를 산 채로 붙잡아 가기도 하는 죽음의 여신으로 묘사되기도 한다.
5세기경에 이르러서 케레스는 날개가 달린 모습으로 묘사되기도 했으며 기독교 세계관에서는 죽음의 천사로 대체되었다.

## 케레스와 발키리
케레스는 전쟁터 위를 배회하면서 전장에서 숨진 전사자들을 저승으로 이끌고 간다는 점에서 북유럽 신화의 발키리와 닮은 점이 있다. 다른 점은 발키리는 호의적이고 친절한 반면 케레스는 음산하고 흉흉하게 묘사된다는 점이다. 이는 북유럽 문화와 그리스 문화권이 전쟁을 바라보는 관점의 차이에서 비롯되었을 것이다!!
그리스어 케레스 (선택한다는 뜻)과 고대 북유럽어의 "키르자(kyrja)" (선택의)는 발퀴레의 어원으로 그 의미와 발음이 비슷하다.

## 같이 보기
- 발키리